# Zoom Climb

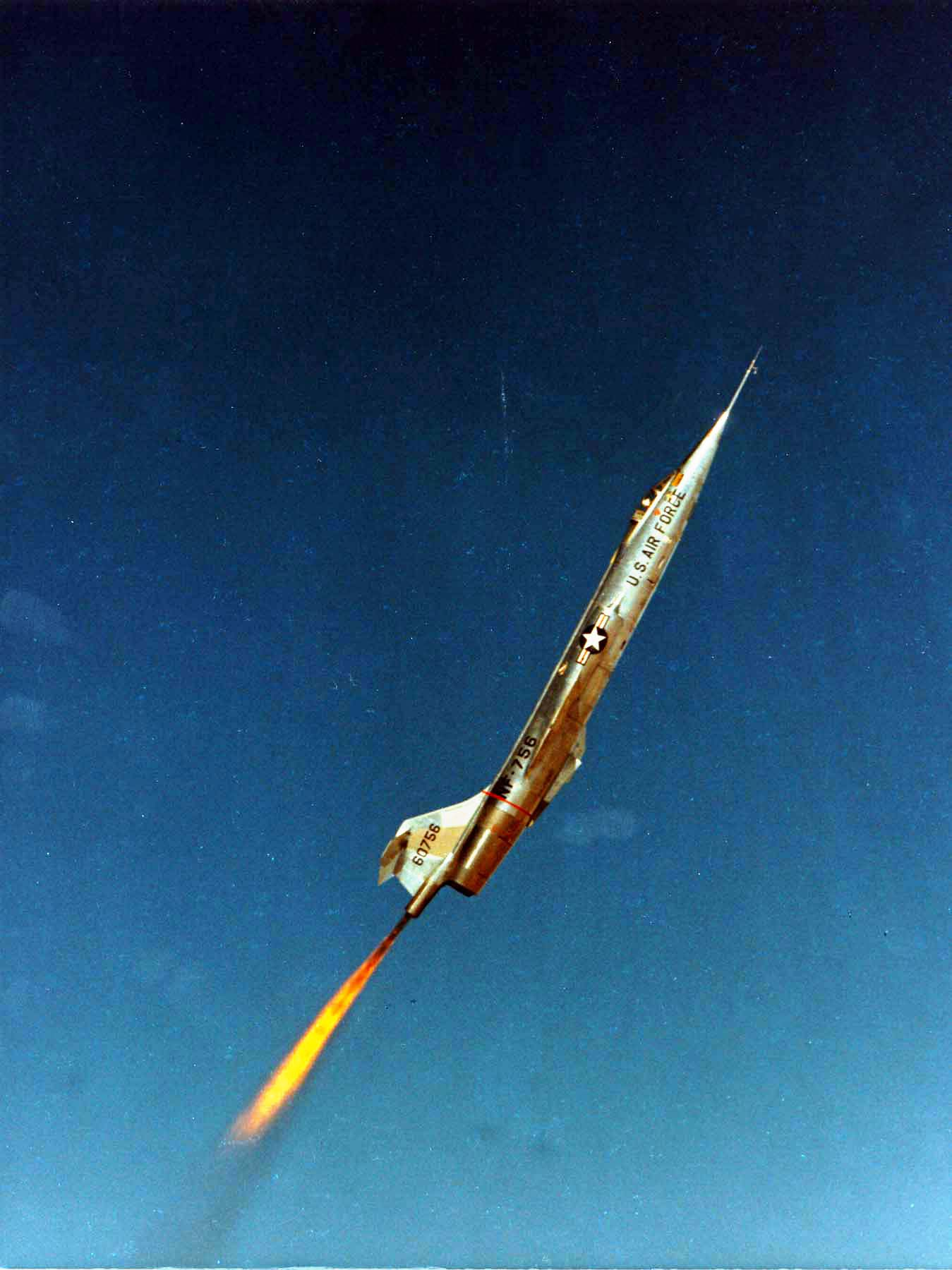
Zoom Climb eines NF-104 Starfighters der NASA

Ein Zoom Climb (englisch zoom ‚Steilanstieg‘), auch zooming (deutsch hochziehen, hochreißen), ist ein steiler Steigflug, bei dem  die Steigrate größer ist, als sie nur mit der verfügbaren Triebwerksleistung  zu erreichen wäre. Für die erhöhte Steigrate wird beim Zoom Climb  Geschwindigkeit in Höhe umgewandelt. Vor dem Zoom Climb wird das Luftfahrzeug auf eine hohe Geschwindigkeit beschleunigt. Dann wird das Luftfahrzeug in einen steilen Steigflug gezogen.

## Prinzip
Bei einem normalen Steigflug wird der Gewinn an potentieller Energie (Höhe) durch die mechanische Arbeit des Triebwerks erreicht.
Beim Zoom Climb wird darüber hinaus kinetische Energie (Geschwindigkeit) in potentielle Energie (Höhe) umgewandelt. Ein Vergleich ist das „Schwungholen“ mit einem Fahrzeug vor einer starken Steigung.

## Anwendung
Auch wenn Zoom Climbs oft mit militärischen Strahlflugzeugen in Verbindung gebracht werden, können sie im Prinzip von allen Luftfahrzeugen geflogen werden.
Ein Zoom Climb wird angewendet, wenn ein Höhengewinn in möglichst kurzer Zeit oder eine Höhe jenseits der Dienstgipfelhöhe des Luftfahrzeuges erreicht werden soll.
Zu beachten ist der Verlust an Geschwindigkeit, insbesondere bei Luftfahrzeugen mit geringerer Triebwerksleistung. Auch können bei Zoom-Manövern in großen Höhen Bereiche erreicht werden, für die das Luftfahrzeug nicht konstruiert wurde. Das kann u. a. eingeschränkte Manövrierfähigkeit und Triebwerksprobleme zufolge haben.
Zoom Climbs werden u. a. genutzt
- um einen schnellen Höhengewinn zu erzielen
- bei Flugvorführungen
- um Flugrekorde zu erzielen
- um hoch fliegende Flugziele abzufangen
- um bei Forschungsprojekten oder Testflügen in sehr große Höhen jenseits der Dienstgipfelhöhe eines Luftfahrzeuges zu steigen

## Beispiele
- In den 1960er Jahren nutzte die NASA die NF-104, eine modifizierte Version des Starfighters, für Zoom Climbs in Höhen jenseits 100.000 Fuß (ca. 30 km), um Rekordversuche, Testpilotenausbildung und Astronautentraining durchzuführen.[4][5]

- Am 6. Dezember 1959 wurde der damalige Höhenweltrekord mittels eines Zoom Climbs mit einer F-4 Phantom erzielt.[6]

- Auch die mit der F-15 Streak Eagle erzielte Steigleistungsweltrekorde wurden im Zoom Climb erflogen,[7] ebenso die Weltrekorde mit der Mikojan-Gurewitsch MiG-25.[8]

- Zoom Climbs ermöglichen Abfangeinsätze auf sehr schnell und hoch fliegende Flugzeuge, die normalerweise außerhalb der Reichweite der eingesetzten Jagdflugzeuge sind. Beispielsweise fingen die französischen Luftstreitkräfte einen US-amerikanischen U-2 Aufklärer mit einer mit Raketenunterstützung ausgerüsteten Mirage III ab[9] oder die Royal Air Force eine U2 mit einer Lightning.[10] Die Israelischen Luftstreitkräfte nutzten Zoom Climbs, um syrische MiG-25 Foxbat abzuschießen.[11]

## Videos
- F-15 Full Afterburner Takeoff & Unrestricted Climb. In: YouTube. Abgerufen am 1. März 2022.
- MD-80 ROCKET CLIMB –Everts Air Cargo – N962CE – Bahamas Plane Spotting. In: YouTube. Abgerufen am 1. März 2022 (ab 5:37).